# Zanthoxylum tidorense
Zanthoxylum tidorense är en vinruteväxtart som beskrevs av Friedrich Anton Wilhelm Miquel. Zanthoxylum tidorense ingår i släktet Zanthoxylum och familjen vinruteväxter. Inga underarter finns listade i Catalogue of Life.